# Benkó Sándor
Benkó Sándor (Budapest, 1940. augusztus 25. – Budapest, 2015. december 15.) Kossuth- és Liszt Ferenc-díjas magyar klarinétos. A Benkó Dixieland Band alapítója, haláláig a zenekar vezetője. Villamosmérnök, a BME nyugalmazott oktatója, népszerű nevén Dixi tanár úr.

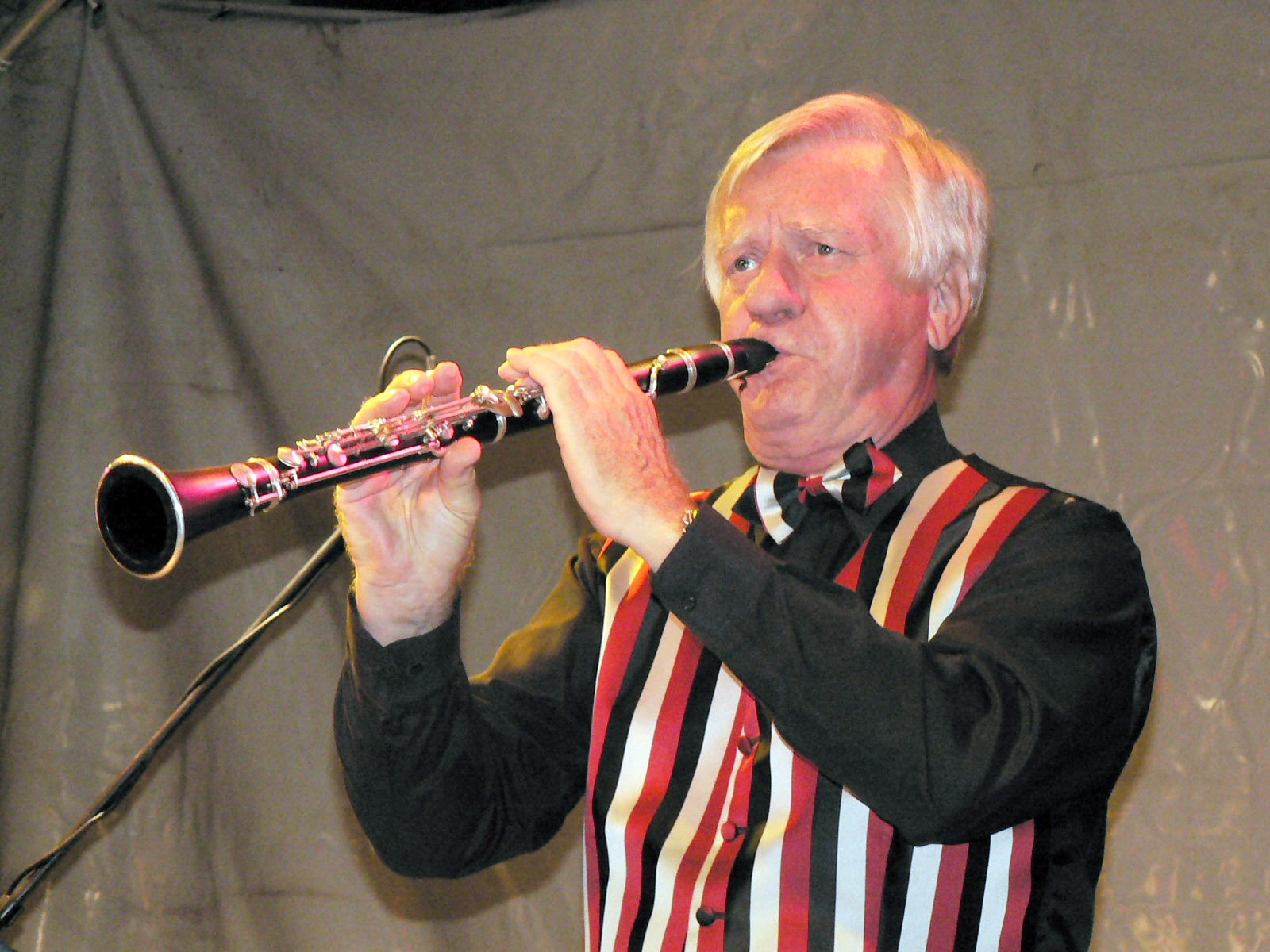
Benkó Sándor 2007-ben

## Életpályája
Szülei Benkó Sándor és Sör Margit. A MÁV Zeneiskolájában kezdte zenei tanulmányait hegedű szakon, 1946-ban. Később a XI. kerületi zeneiskolában Berkes Kálmánnál tanult klarinétozni. 1953 óta játszott szaxofonon is. 1963-ban diplomázott a Budapesti Műszaki Egyetemen, még abban az évben oktató lett a Villamosgépek Tanszéken, ahol 1995-ig tanított. A villamos gépek számítógépes tervezése volt a kutatási területe, az „Elektromágneses terek numerikus szimulációja” témakörben szerezte doktori címét, 1972-ben.
2004-ben elnyerte a „PRO URBE Miskolc” kitüntetést, valamint 2005-ben a „PRO URBE Budapest” kitüntetést. 2006-ban Kossuth-díjjal jutalmazták. Benkó Sándor a Zipernowsky-emlékérem kitüntetettje, valamint tiszteletbeli tagja a Magyar Mérnök Kamarának és a Magyar Mérnök Akadémiának. Számos könyve nívódíjat kapott. A Ki mit tud? zsűrijének több éven keresztül volt tagja mint a pop-rock-jazz kategória valamint a modern táncok szakértője.
Zenekarát, a Benkó Dixieland Bandet középiskolás évei során, 1957-ben alapította. Már az első kiadványuk aranylemez lett, s hamarosan nemzetközi karrierjük is kezdetét vette. Sokat szerepeltek külföldön, számtalan díjat nyertek hazai és nemzetközi fesztiválokon egyaránt.
1962-ben részt vettek az első Ki mit tud? televíziós vetélkedőn. További három Ki mit tud?-on (1963-ban, 1965-ben és 1967-ben) második helyen végeztek.
A hetvenes években nem volt olyan verseny, fesztivál, ahonnan csak virágesővel tértek volna meg. Benkó Sándor tudta, hogy a három "t" (tiltott, tűrt, támogatott) korszakában azért mehettek a tűrt kategóriába sorolt zenészeivel a kapitalista országokba, hogy ott díjakat, kitüntetéseket szerezzenek a szocialista Magyarországnak. Ha ezt véletlenül elfelejtik, az akár karrierjük végét is jelenthette volna.
A karrier ugyan 1957-ben kezdődött, de az igazi beindulásra 13 esztendőt kellett várni. Abban az időben került a budapesti Benkó Dixieland Klub társadalmi vezetésébe néhány olyan fanatikus, aki többek között újabb és újabb újságírókat hívott meg a klubba. Ekkor jelent meg először a zenekari kasszából finanszírozott „Jazzhíradó”, amelyet a legfrissebb Benkó hírekkel pontosan négyhetente kapott meg minden olyan újságíró, akinek bármiféle köze is volt a dzsesszhez, de mindenekelőtt Benkóékhoz.

## Könyvei
- Számítógépes módszerek az erősáramú elektrotechnikában (1977)
- Állandó mágneses körök számítása (1983)

## Díjak, kitüntetések
- Zipernowsky Károly-díj (1982)
- Pro Urbe Budapest-díj (2005)
- Pro Urbe Europa-díj (2006)
- Kossuth-díj (2006)
- A Magyar Érdemrend középkeresztje (2015)[4]

### Megosztva aBenkó Dixieland Bandegyüttessel
- I. Budapesti Ifjúsági Jazzfesztivál I. díja – 1960
- Magyar Kulturális Seregszemle I. díja – 1964
- I. Országos Amatőr Zenei Fesztivál – Arany Diploma – 1965
- Magyar Rádió I. Jazzverseny I. díj – 1967
- Nemzetközi Jazzfesztivál Prerov – „Európa Klasszis” Díj – 1971
- Montreux Jazzfesztivál – I. díj – 1971
- San Sebastian Jazzfesztivál – Közönség Nagydíja – 1972
- „Stars of the Years” – „Az év sztár együttese” Anglia, Music Week – 1976
- MHV Aranylemez – LPX 17440 – 1977
- „Szocialista Kultúráért” kitüntetés – 1977
- Miniszteri Dicséret – Kulturális Miniszter 1977
- „Interkoncert Emlékérem” – 1982
- Állami Ifjúsági Díj – 1982
- Sacramento Jazz Jubilee – USA, Kalifornia, Sacramento a Fesztivál Nagydíja – 1982
- „California State Assembly” – a Kaliforniai Parlament kitüntető határozat No.1866/82 – USA, Kalifornia – 1982
- „International Jazz Band of the Year” – „Az év nemzetközi zenekara” USA, Kalifornia 1983
- Liszt Ferenc-díj – 1984
- George Dukmenjian – Kaliforniai Kormányzó kitüntető elismerése – 1985
- Ronald Reagan – az Amerikai Egyesült Államok Elnökének kitüntető elismerése – 1987
- eMeRton díj’88 – „Az év kiemelkedő jazz együttese” – 1988
- Nívódíj – ORI – 1990
- „Ferencvárosért” Érdemérem – 1992
- A Magyar Köztársasági Érdemrend tisztikeresztje – 1997
- Európa Inter – LYRA Díj – 1998
- HUNGAROTON Életmű Díj – 2001
- Platinalemez – BEN-CD 5409 „Holiday Celebration” 2001
- „Wall of FAME” – The Hemingway Group kitüntetése – 2002
- „Star of Rock City” – Hollywood Plaques Award – 2002
- Platinalemez, BEN-CD 5427 „Hot Time” – 2004
- Prima díj – művészeti díj – 2004
- „Pro Urbe” kitüntetés – Miskolc/Hungary – 2004
- George W. Bush – az Amerikai Egyesült Államok Elnökének kitüntető elismerése – 2007
- Börze Award '2010
- Louis Armstrong emlékdíj '2010 – Louis Armstrong Jazzfesztivál Bánk

## Emlékezete
- Benkó Sándor Művészeti Alapítvány
- Benkó Sándor-díj